# Pasywna sieć optyczna
Niektóre z zamieszczonych tu informacji wymagają weryfikacji.
Dokładniejsze informacje o tym, co należy poprawić, być może znajdują się w dyskusji tego artykułu.
 Po wyeliminowaniu niedoskonałości należy usunąć szablon {{Dopracować}} z tego artykułu.
Pasywna sieć optyczna, PON (z ang. passive optical network) – sieć optyczna należąca do grupy sieci FTTX (ang. fiber to the x) np. Home/Loop/... Jest to sieć, w której, jako medium przekazywania danych, wykorzystuje się światłowód jednomodowy. Prędkość transmisji jest dzielona w zależności od standardu, zazwyczaj jest to podział 1:32, ale standardy akceptują podział z zakresu od 1:16 do 1:128. Sygnał jest rozdzielany przez tzw. pasywne (niewymagające zasilania) splitery optyczne, czyli pasywne urządzenia rozdzielające, które rozmieszczone są w różnych miejscach sieci PON. Sieć ta może najczęściej przyjmować postać drzewa lub magistrali. Zastosowanie urządzeń aktywnych (czyli wymagających jakiegoś rodzaju zasilania) jest przewidziane tylko w końcowych i początkowych węzłach sieci.
Wśród elementów sieci PON wyróżnia się:
- urządzenia dystrybucyjne OLT (Optical Line Termination), zwane również centralnymi jednostkami
- urządzenia zakańczające sieć optyczną u odbiorców ONT (Optical Network Termination), zwane terminalami abonenckimi
- urządzenia zakańczające sieć optyczną w lokalnym punkcie dystrybucyjnym ONU (Optical Network Unit).

## Standardy pasywnej sieci optycznej
1. ITU-T G.983
  - APON (Asynchronous Transfer Mode PON) – był to pierwszy standard pasywnej sieci optycznej, używany wstępnie do aplikacji biznesowych i oparty na technologii ATM.
  - BPON (Broadband PON) – standard oparty na standardzie APON. BPON dopuszcza maksymalnie 32 rozgałęzienia na jedno łącze, czyli jeden OLT może obsługiwać do 32 ONU/ONT.
2. ITU-T G.984
  - GPON (Gigabit PON) – jest ewolucją standardu BPON. Obsługuje wyższe szybkości, wzmocnione bezpieczeństwo i charakteryzuje się możliwością wyboru protokołu Layer 2 (ATM, GEM przenoszący ramkę Ethernet). Oferuje przepustowość downloadu do 2488 Mb/s oraz uploadu do 1244 Mb/s
3. IEEE 802.3ah
  - GEPON (Gigabit Ethernet PON) – jest to standard IEEE/EFM pozwalający na stosowanie pakietów danych Ethernet; oferuje symetryczne łącze 1,25Gb/s
4. IEEE 802.3av
  - 10GEPON (10Gbit Ethernet PON) – jest to standard IEEE, który ma oferować przepustowość do 10Gbit/s; obecnie w wersji draft.

## Wykorzystywane długości fal
W porozumieniu podpisanym przez dwie organizacje IEEE oraz ITU uzgodniono wykorzystanie tych samych długości fal:
- 1310 nm – od ONU/ONT do OLT, wysyłanie danych (upstream),
- 1490 nm – od OLT do ONU/ONT, pobieranie danych przez abonentów (downstream),
- 1550 nm – opcjonalnie na potrzeby transmisji rozgłoszeniowej CATV.

Podane długości fal nie odnoszą się do technologii WDM-PON, która będzie wykorzystywać więcej długości fal w zależności od podziału sygnału.
Pomimo że budowa sieci PON nie jest łatwa, jest atrakcyjna dla dostawców usług teleinformatycznych, ze względu na możliwość podziału kosztów stałej sieci i centrali pomiędzy dużą liczbą abonentów. Koszty utrzymania takiej sieci, dzięki wyeliminowaniu elementów aktywnych (wymagających zasilania) pomiędzy OLT a ONU są najniższe pośród obecnych technologii sieci nowej generacji.
W 2010 roku jedynym komercyjnym dostawcą usług opartych na sieci GEPON była Telefonia Dialog S.A., która świadczyła usługi przez łącza światłowodowe w niektórych częściach Łodzi, Wrocławia, Legnicy, Zielonej Góry i Lubina.
Od roku 2013 firmy Sitel Sp. z o.o. oraz Livenet Sp. z o.o. rozbudowują swe sieci m.in. z wykorzystaniem środków unijnych z działania 8.4 POIG i prowadzą kilka projektów budowy sieci światłowodowej w technologii GPON na terenie województwa śląskiego.
Dzięki swej elastyczności i możliwościom technicznym system pozwala na szeroki zakres implementacji rozwiązania dla operatorów oferujących usługi zarówno klientom biznesowym jak i indywidualnym. PON znajduje również zastosowanie dla usług specjalistycznych, jak np. monitoring miejski. Abonent, w zależności od żądanego pasma, ma dostęp do szerokiej gamy usług: linie dzierżawione, Internet, usługi wideo na żądanie, VoIP. Prywatność abonentów jest chroniona dzięki zastosowaniu szyfrowania transmitowanych danych algorytmem AES z 128-bitowym kluczem.
Maksymalny zasięg sieci PON zdefiniowany jest przez budżet mocy optycznej OLT i ONU; według dokumentacji urządzeń stosowanych w tej sieci, maksymalny zasięg to 20 km.
W 2016 roku Netia zatwierdziła w ramach projektu Sieć XXI wieku przebudowę swojej sieci do 2020 roku do standardu światłowodowego (sieć FTTH GPON, ETTH oraz sieć HFC w Warszawie i Krakowie).